# Roderick McKay
Roderick McIntosh McKay, anche noto come Roddy McKay (Glasgow, 11 febbraio 1952), è uno scacchista scozzese.
Ha ottenuto il titolo di Maestro internazionale nel 1986.

## Principali risultati
Sette volte vincitore del campionato scozzese (1971, 1974, 1976, 1979, 1982, 1985, 1988). 
Nel 1969 ha partecipato a Stoccolma al campionato del mondo juniores (vinto da Anatoly Karpov), classificandosi all'11º posto.
Con la nazionale scozzese ha partecipato alle Olimpiadi degli scacchi del 1968, 1970, 1974 e 2014, ottenendo complessivamente il 56,6% dei punti.
Ha rappresentato la Scozia tre volte al campionato del mondo per studenti a squadre (U26): nel 1968 a Ybbs, nel 1969 a Dresda e nel 1972 a Graz, ottenendo complessivamente il 51,8% dei punti.